# Каменка (приток Велесы)
Каменка — река на западе Тверской области России, правый приток Велесы (бассейн Западной Двины). Длина реки составляет 13 км.

## Течение
Протекает по территории Андреапольского, Западнодвинского и Нелидовского районов.
Берёт начало в лесной местности в Андеапольском районе, в 3,5 км к юго-востоку от деревни Велье. Через 2 километра рот истока течёт в границах Нелидовского района, последние 3 километра — по территории Западнодвинского. Впадает в Велесу справа.

## Притоки
Каменка принимает несколько мелких ручьев, справа впадает река Сопатка.

## Населённые пункты
На берегу реки расположена деревня Каменка.